# 쓰네무라 유카코
쓰네무라 유카코(일본어: 恒村 友香子, 1997년 8월 27일~)는 일본의 레슬링 선수로 2020년 하계 올림픽 여자 미들급에서 금메달을 획득했다.
결혼 전 이름은 가와이 유카코(일본어: 川井 友香子)이다. 언니인 리사코도 레슬링 선수이며, 올림픽에서 금메달 2개를 획득했다.